# Anisographe
Anisographe is een geslacht van vlinders van de familie spanners (Geometridae), uit de onderfamilie Ennominae.

## Soorten
- A. albipuncta Warren, 1899
- A. dissimilis Warren, 1897
- A. subpulchra Warren, 1897